# رئیس‌جمهور سنگال
رئیس‌جمهور سنگال (فرانسوی: Président du Sénégal‎) رئیس کشور و رئیس دولت سنگال است. بر اساس اصلاحات قانون اساسی سال ۲۰۰۱ و پس از همه‌پرسی در ۲۰ مارس ۲۰۱۶، رئیس‌جمهور برای یک دوره ۵ ساله انتخاب می‌شود و نمی‌تواند بیش از دو دوره متوالی در سمت ریاست جمهوری باقی بماند.